# Gnophos etruscaria
Gnophos etruscaria är en fjärilsart som beskrevs av Otto Staudinger 1892. Gnophos etruscaria ingår i släktet Gnophos och familjen mätare. Inga underarter finns listade i Catalogue of Life.